# دی اتیل آمینو هیدروکسی بنزویل هگزیل بنزوات
دی اتیل آمینو هیدروکسی بنزویل هگزیل بنزوات (به انگلیسی: Diethylamino hydroxybenzoyl hexyl benzoate) با فرمول شیمیایی C24H31NO4 یک ترکیب شیمیایی است. که جرم مولی آن ۳۹۷٫۵۱ گرم بر مول می‌باشد. 